# Municipio de Williams (condado de Dauphin)
El municipio de Williams (en inglés: Williams Township) es un municipio ubicado en el condado de Dauphin en el estado estadounidense de Pensilvania. En el año 2000 tenía una población de 1.135 habitantes y una densidad poblacional de 49.9 personas por km².

## Geografía
El municipio de Williams se encuentra ubicado en las coordenadas 40°36′00″N 76°37′59″O / 40.60000, -76.63306.

## Demografía
Según la Oficina del Censo en 2000 los ingresos medios por hogar en la localidad eran de $41,029 y los ingresos medios por familia eran de $46,250. Los hombres tenían unos ingresos medios de $32,331 frente a los $25,625 para las mujeres. La renta per cápita de la localidad era de $17,656. Alrededor del 8,9% de la población estaba por debajo del umbral de pobreza.